# Lucien Xavier Michel-Andrianarahinjaka
Lucien Xavier Michel-Andrianarahinjaka, né le 30 décembre 1929 à Fianarantsoa dans l'île de Madagascar, mort le 11 novembre 1997, est un poète, écrivain et homme politique malgache. Il est notamment député, et président de l'Assemblée nationale malgache pendant quatorze ans, de 1977 à 1991. Il est également connu comme écrivain d'expression française, pour sa poésie et pour ses travaux sur la transmission de la culture par la tradition orale chez les Betsileos.

## Biographie

### Jeunesse et formation
Lucien Xavier Michel-Andrianarahinjaka naît le 30 décembre 1929 à Fianarantsoa dans l'île de Madagascar, dans le sud des hautes terres centrales, dans la région peuplée par les Betsileos. Il est le fils aîné de Michel Randria (1903-1977), homme politique malgache, membre du Sénat français et maire de Fianarantsoa, et de Marie Julienne Razanatsoa.
Il étudie d'abord de 1936 à 1948 au collège Saint-Joseph d'Ambodisaina à Fianarantsoa, puis rejoint la capitale Tananarive pour y continuer ses études. Il part en France en 1952 pour ses études supérieures à la faculté de lettres de la Sorbonne et y passe sa licence. Il retourne plus tard en France en 1981 pour y présenter à l'université de Bordeaux III sa thèse de doctorat d'État sur la littérature traditionnelle Betsileo,.

### Carrière politique
Lucien Xavier Michel-Andrianarahinjaka commence sa carrière politique sous l'égide de son parti, le Rassemblement chrétien de Madagascar.
Il est le conseiller culturel du Premier ministre de 1972 à 1975. Il est ensuite successivement conseiller à la Culture et aux Affaires sociales, secrétaire général de la présidence, puis ministre-conseiller de la présidence, chargé de l'information, de l'orientation idéologique et des relations avec les institutions, dans le cabinet du président Didier Ratsiraka,.
Lorsqu'il est ministre-conseiller à la présidence chargé de l'information, au moment de la mort accidentelle du colonel Joël Rakotomalala, selon Le Monde, Michel-Andrianarahinjaka est pressenti pour lui succéder au poste de Premier ministre.
En novembre 1976, il est un des membres fondateurs de l'Association pour la renaissance de Madagascar (AREMA).
Il se présente en 1977 aux élections législatives, sous l'étiquette de l'AREMA. Il est élu député à l'Assemblée nationale, représentant la circonscription de Fianarantsoa II. Peu après, il est élu président de l'Assemblée nationale.
Il est réélu député à l'Assemblée nationale aux élections de 1983 et de 1989. Chaque année, il est réélu président de l'Assemblée, de 1978 à 1991. En tant que président de l'Assemblée, il est le seul à disposer de son propre bureau ; pour présider l'Assemblée, il est assisté de cinq vice-présidents et de deux questeurs.
En 1991, l'Assemblée nationale est dissoute, mettant ainsi fin à ses mandats de député et de président de l'Assemblée. Finalement, il a présidé l'Assemblée nationale pendant toute la durée de la Deuxième République de Madagascar.

### Littérature et enseignement
En plus de ses fonctions politiques, Michel-Andrianarahinjaka est aussi écrivain et poète. Il est notamment reconnu pour ses travaux analysant la transmission orale de la culture, et mettant par écrit la littérature orale de Madagascar, particulièrement pour la tradition orale du peuple Bara et du peuple Betsileo. Il est aussi un « grand poète de langue française ».
Il est également un chroniqueur apprécié et réputé dans l'hebdomadaire catholique Lumière. Il est par ailleurs professeur de lettres à l'Établissement d'enseignement supérieur de lettres à Antananarivo.
Lucien Xavier Michel-Andrianarahinjaka meurt à Fianarantsoa le 11 novembre 1997.

## Hommages
- Décoré de l'Ordre de la Pléiade, décerné par l'Organisation internationale de la francophonie.
- Un livre lui rendant hommage est publié et présenté en septembre 2006[6].

## Œuvres
- Le système littéraire betsileo, Fianarantsoa, Madagascar, Éd. Ambozontany, 1986, 993 pages. – Thèse d'État, Lettres, Bordeaux III, 1981.
- Terre promise, poème, Antananarivo, Éd. Revue de l'Océan indien, 1988, 107 pages.
- Panorama de la poésie malgache moderne, Antananarivo, Éd. Revue de l'Océan Indien, 1989, 95 pages.